# 56
56（五十六、ごじゅうろく、いそむ、いそじあまりむつ）は自然数、また整数において、55の次で57の前の数である。

## 性質
- 56は合成数であり、正の約数は 1, 2, 4, 7, 8, 14, 28, 56 である。
  - 約数の和は120である。
    - 11番目の過剰数である。1つ前は54、次は60。
      - ハーシャッド数にならない過剰数のうち最小の数である。次は66。

    - 約数の和が倍積完全数120になる2番目の数である。1つ前は54、次は87。
    - 約数の和が倍積完全数になる5番目の数である。1つ前は54、次は87。

  - 約数の和の平均が整数になる2番目の数である。1つ前は1、次は60。(オンライン整数列大辞典の数列 A047727)
(1 + 2 + 4 + 7 + 8 + 14 + 28 + 56) ÷ 8 = 120 ÷ 8 = 15
  - 素数を除いて σ(n) − n が平方数になる7番目の数である。1つ前は26、次は75。ただしσは約数関数。(オンライン整数列大辞典の数列 A048699)
- 56 = 1 + 3 + 6 + 10 + 15 + 21
  - 6番目の三角錐数である。1つ前は35、次は84。
  - 56 = 22 + 42 + 62
    - 3連続偶数の平方和で表せる数である。自然数の範囲では最小、1つ前は20、次は116。
    - 3つの平方数の和1通りで表せる28番目の数である。1つ前は53、次は61。(オンライン整数列大辞典の数列 A025321)
    - 異なる3つの平方数の和1通りで表せる16番目の数である。1つ前は54、次は59。(オンライン整数列大辞典の数列 A025339)
    - n = 2 のときの 2n + 4n + 6n の値とみたとき1つ前は12、次は288。(オンライン整数列大辞典の数列 A074533)
    - 56 = 02 + 22 + 42 + 62
      - 4連続偶数の平方和で表せる数である。整数の範囲では最小、負の数を含むと1つ前は24、次は120。
- 56 = 7 × 8
  - 7番目の矩形数である。1つ前は42、次は72。
  - 56 = 71 + 72 = 82 − 81
    - 7の自然数乗の和とみたとき1つ前は7、次は399。

  - 56 = 2 + 4 + 6 + 8 + 10 + 12 + 14
  - 56 = 7 × 23
    - n = 3 のときの 7 × 2n の値とみたとき1つ前は28、次は112。(オンライン整数列大辞典の数列 A005009)
- 8番目のテトラナッチ数である。1つ前は29、次は108。
- 連続する6つの素数の和で表せる2番目の数である。1つ前は41、次は72。
56 = 3 + 5 + 7 + 11 + 13 + 17
- 562 + 1 = 3137 であり、n2 + 1 の形で素数を生む14番目の数である。1つ前は54、次は66。
- 1/56 = 0.017857142… (下線部は循環節で長さは6)
  - 逆数が循環小数になる数で循環節が6になる11番目の数である。1つ前は52、次は63。
- 九九では 7 の段で 7 × 8 = 56 (しちはちごじゅうろく)、8の段で 8 × 7 = 56 (はちしちごじゅうろく) と2通りの表し方がある。
- 約数の和が56になる数は2個ある。(28, 39) 約数の和2個で表せる6番目の数である。1つ前は54、次は80。
  - 56は完全数28の約数の和である。(56 = 1 + 2 + 4 + 7 + 14 + 28)
    - 56 = 28 × 2
      - 完全数28の倍数である。1つ前は28、次は84。(オンライン整数列大辞典の数列 A135628)

    - 完全数の約数の和になる2番目の数である。1つ前は12、次は992。(オンライン整数列大辞典の数列 A139256)
    - 倍積完全数の約数の和としては3番目の数である。1つ前は12、次は360。
- 1～8までの約数の和である。1つ前は41、次は69。
- 各位の和が11になる4番目の数である。1つ前は47、次は65。
- 各位の平方和が61になる最小の数である。次は65。(オンライン整数列大辞典の数列 A003132)
  - 各位の平方和が n になる最小の数である。1つ前の60は1137、次の62は156。(オンライン整数列大辞典の数列 A055016)
- 各位の立方和が341になる最小の数である。次は65。(オンライン整数列大辞典の数列 A055012)
  - 各位の立方和が n になる最小の数である。1つ前の340は1233355、次の341は156。(オンライン整数列大辞典の数列 A165370)
- 連続自然数を昇順に並べてできる5番目の数である。1つ前は45、次は67。(参照オンライン整数列大辞典の数列 A035333)
- 56 = 43 − 23
  - n = 3 のときの 4n − 2n = 22n − 2n = 2n(2n − 1) の値とみたとき1つ前は12、次は240。(オンライン整数列大辞典の数列 A020522)
  - 56 = 26 − 23
    - n = 2 のときの n6 − n3 の値とみたとき1つ前は0、次は702。(オンライン整数列大辞典の数列 A136006)
- 平面を10本の直線で分割するとき最大で56個の領域に分割することができる。9本では46、11本では67。(オンライン整数列大辞典の数列 A000124)
  - この領域を表す数は三角数に1を加えた数で一般項は an = n2 + n + 2/2 である。
- n = 56 のとき n と n + 1 を並べた数を作ると素数になる。n と n + 1 を並べた数が素数になる8番目の数である。1つ前は50、次は62。(オンライン整数列大辞典の数列 A030457)

## その他 56 に関連すること
- 西暦56年
- 紀元前56年
- 原子番号 56 の元素はバリウム (Ba)。
- 第56代天皇は清和天皇である。
- 日本の第56代内閣総理大臣は岸信介である。
- 大相撲の第56代横綱は若乃花幹士（2代目）である。
- 第56代ローマ教皇はヨハネス2世（在位：533年1月2日～535年5月8日）である。
- 易占の六十四卦で第56番目の卦は、火山旅。
- クルアーンにおける第56番目のスーラは出来事である。
- 2月25日は、年始から数えて56日目である。
- 漢詩の七言律詩は7×8＝56文字である。

### 五十六に関連すること
- 山本五十六は日本の軍人。名は、生誕時の父親の数え年に因む。
- 西五十六は日本の元野球選手。
- 十三宗五十六派